# Palais Toggenburg

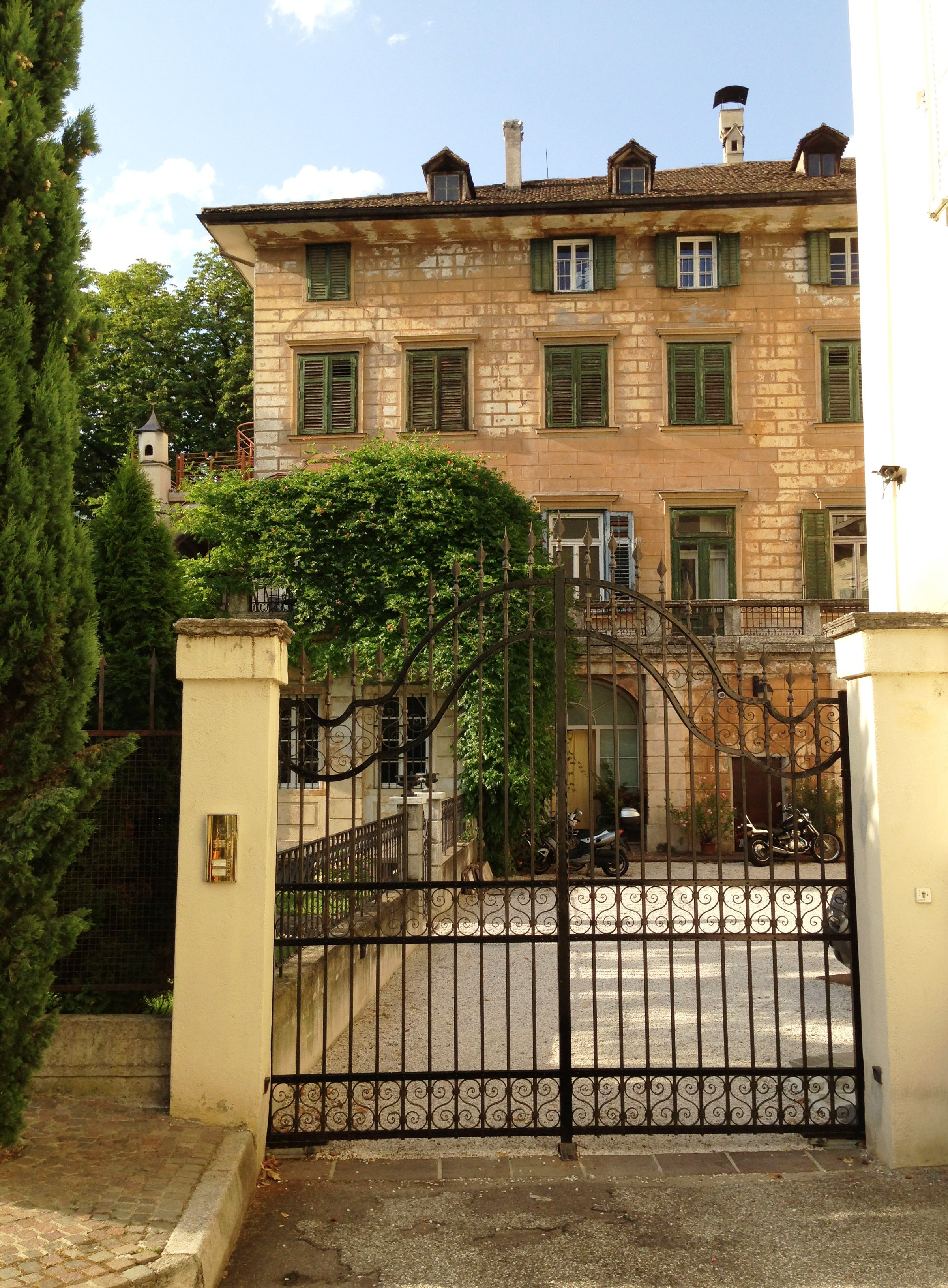
Palais Toggenburg (Eingang zum Park)

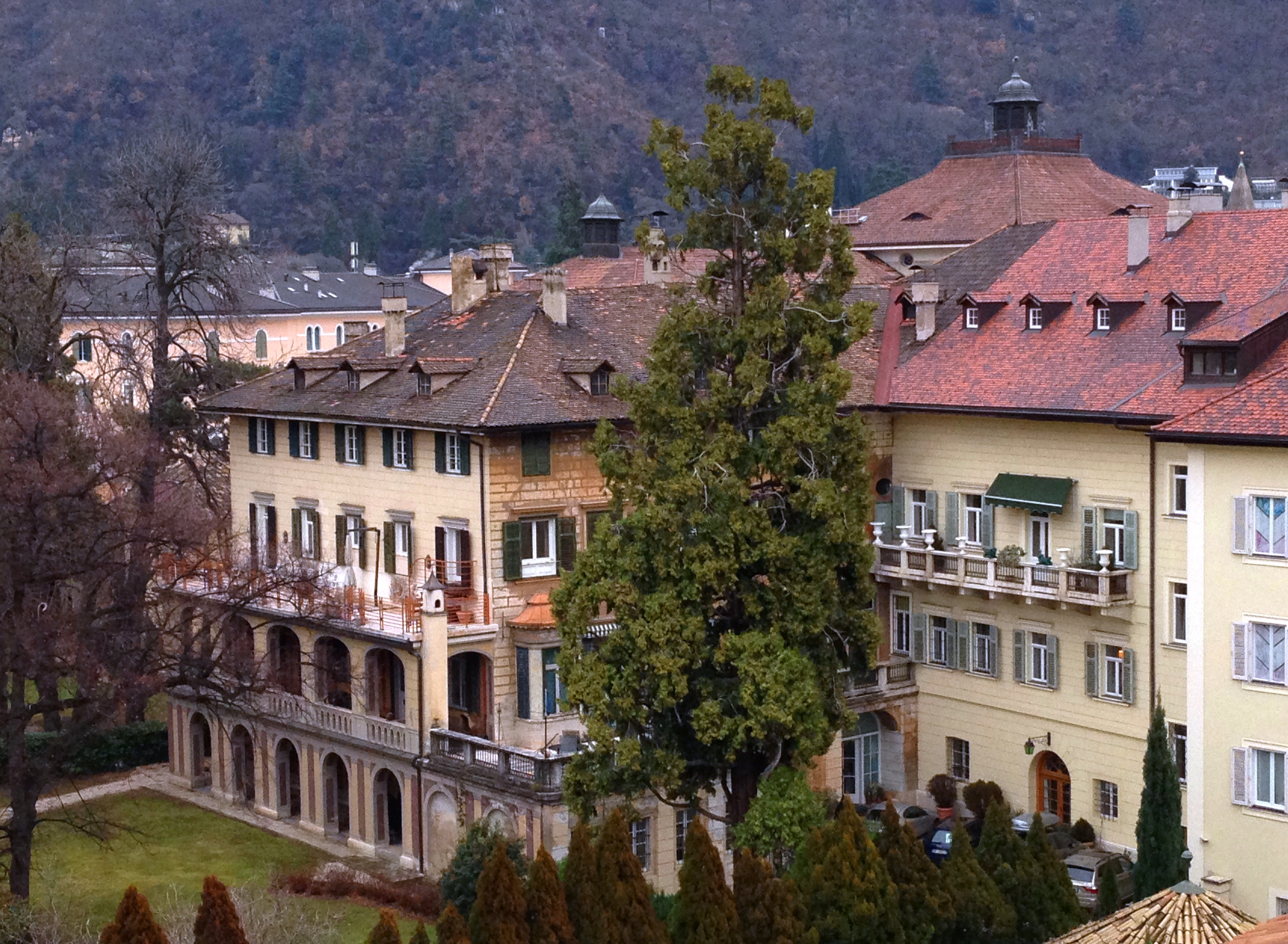
Palais Toggenburg (Südwestansicht)

Das Palais Toggenburg (noch 1888 nach den Vorbesitzern Palais Sarnthein genannt, Hausnummer Franziskanergasse 2) ist ein Haus in Bozen mit ausgedehntem Park. Es befindet sich am Beginn der Runkelsteiner Straße und steht seit 1951 unter Denkmalschutz. Als Tirol im Ersten Koalitionskrieg der französische Einmarsch von Süden her drohte, trafen sich 1796 hier die Tiroler Landstände zum Herz-Jesu-Schwur.
Das Haus war ursprünglich Gerichtssitz der Herren von Wangen. Später kam es zuerst in den Besitz der Herren von Völs und dann jener von Wolkenstein. Anfang des 19. Jahrhunderts wurde es von der reichen Bozner Kaufmannsfamilie Menz erworben. Annette von Menz ließ das ganze Haus im Empirestil umgestalten und einen großen, zweigeschossigen Saal mit Galerie bauen.
Hier wurde der wichtigste städtische Musiksalon des 19. Jahrhunderts eingerichtet. Der Saal wurde zum Treffpunkt für in- und ausländische Komponisten wie zum Beispiel Johann Gänsbacher. Die Menz'sche Bibliothek umfasst eine umfangreiche Sammlung von Operndrucken sowie Belege von Abrechnungen mit Orchestermusikern und Gesangssolisten, die im Palais Menz in der Mustergasse aufgetreten waren. Im Erbwege über die gräfliche Familie Sarnthein ging das Palais auf die ursprünglich aus Graubünden stammenden, nach Tirol gekommenen Grafen von Toggenburg über.
An der östlichen Außenmauer wurde am 1. Juni 1896 zur Erinnerung an die Weihe des Landes Tirol an das Herz Jesu eine von Andreas Kompatscher geschaffene Gedenktafel angebracht. Darauf steht:

„In diesem Hause hat der Landschaftliche Congress am 1. Juni 1796 in schwerer Zeit den Bund Tirols mit dem göttlichen Herzen Jesu beschlossen, welcher unserem Volke seinen unvergaenglichen Kriegsruhm sowie gesegnete Friedensjahre brachte. Errichtet am 1. Juni 1896 durch Virginie Graefin v. Toggenburg geborne Graefin v. Sarnthein.“

Beachtlich ist der rückseitig des Gebäudes gelegene Park, dessen Bepflanzung vor allem aus Zedern und Zypressen besteht.
Das bedeutsame Archiv Toggenburg, das um 1950 von Graf Paul von Toggenburg zunächst dem Stadtmuseum Bozen als Depositum übergeben worden war, wird seit 1997 vom Südtiroler Landesarchiv verwahrt.
Im Palais Toggenburg finden regelmäßig Kulturveranstaltungen statt.